# Pravda (novine)
Pravda (rus.: Пра́вда, ’istina’) su ruske dnevne novine čiji je vlasnik Komunistička partija Ruske Federacije. Tijekom sovjetskog perioda Pravda su bila najtiražnije novine komunističke partije.
Prvi broj Pravde izlazi u Sankt-Peterburgu 22. travnja 1912. Novine su zabranjene 1914., a poslije počinju normalno izlaziti tek poslije Oktobarske revolucije 1917. Redakcija novina je preseljena u Moskvu 3. ožujka 1918., kada je Moskva postala glavni grad Sovjetskog Saveza. Dok su novine Izvestia imale funkciju vladinog glasnogovornika,  Pravda je bila službeni organ Sovjetske komunističke partije i korištena je da se u njoj službeno objave državne smjernice i njihove promjene sve do 1991. Pretplata na Pravdu bila je obvezna za državna poduzeća i Crvenu armiju sve do 1989. Kada su novine ugašene 1991. po dekretu tadašnjeg predsjenikan Borisa Jeljcina, dijelovi redakcije Pravde osnivaju druge novine s istim imenom.